# Epiglottitis acuta
Epiglottitis acuta (akut strubelågsbetændelse) er en livsfarlig infektionssygdom, som forekommer hos både børn og voksne, men er hyppigst hos børn. Sygdommen er oftest forårsaget af bakterien Haemophilus influenzae, men kan også udløses af andre bakterier. Tit har der forud for betændelse af epiglottis (strubelåget) været symptomer på en øvre luftvejsinfektion. Epiglottitis acuta er især farlig hos børn på grund af de relativt snævre forhold i struben. En betændelse med kraftig opsvulmning af slimhinden kan hurtigt medføre aflukning af luftvejene.

## Symptomer og fund
Hals- og synkesmerter, spytflåd, feber og grødet stemme samt tiltagende åndenød (dyspnø) med inspiratorisk stridor er de typiske symptomer. Hyppigt findes påvirket almentilstand. Ved forsigtig undersøgelse af svælget kan den højrøde, svulne epiglottis (strubelåg) tit allerede ses bag ved tungeroden. Ved kikkertundersøgelse hos øre-næse-halslægen sikres diagnosen. Herved vurderes ligeledes den mulige udbredelse af betændelsen længere ned i struben. Hos voksne udvikles ikke sjældent abscess (byld) på epiglottis, som kompromitterer luftvejene yderligere.

## Undersøgelsesmetoder
Ud over primærdiagnostikken som beskrevet ovenfor bør videre instrumentering undgås. Da der tit forekommer bakteriæmi, er blodprøver inklusive bloddyrkninger tilrådelige. 

## Differential diagnoser
De øvrige infektiøse tilstande i pharynx (svælget) og larynx (struben) er differentialdiagnoser til epiglottitis acuta.

## Komplikationer
Der er stor risiko for aflukning af luftvejene og dermed kvælningsdød. Sekundær pneumoni (lungebetændelse) med især Haemophilus influenza forekommer.

## Behandling
Ved mistanke om epiglottitis henvises straks til indlæggelse på sygehus. Patienten skal ledsages af læge og bør transporteres i siddende stilling. Intensiv overvågning er i de fleste tilfælde nødvendig. Den medicinske behandling omfatter højdosis i.v. antibiotika (ampicillin) og steroider til mindskelse af det reaktive ødem (hævelse). Muligheden for hurtig intubation eller nødtracheotomi bør foreligge. En epiglottisabscess skal dræneres.

## Prognose
På grund af den udbredte Hib-vaccination er hyppigheden af epiglottitis acuta været aftagende den seneste år. Sygdommen er meget alvorlig og der findes en dødelighed på omkring 5-10% på grund af kvælning.